# Bhutanthera
Bhutanthera là một chi thực vật có hoa trong họ Lan.